# Plattetombe
De Plattetombe, Platte tombe, Waasmontse Tom, Tombe Pepin of tumulus van Waasmont is een reusachtige ovale heuvel vlak bij Waasmont in de gemeente Landen in de Belgische provincie Vlaams-Brabant. De heuvel ligt tussen het Waasmont en Raatshoven bijna op de provinciegrens. Het is een Gallo-Romeinse tumulus en zou in de 2e eeuw zijn opgeworpen. Tegenwoordig heeft de heuvel afmetingen van 77 bij 59 meter, een omtrek van 228 meter en een hoogte van maximaal 15 meter. De oppervlakte van de heuvel bedraagt 36 are en het volume is 36.000 kubieke meter.
In de volksoverlevering wordt hij de graftombe van Pepijn van Landen genoemd.

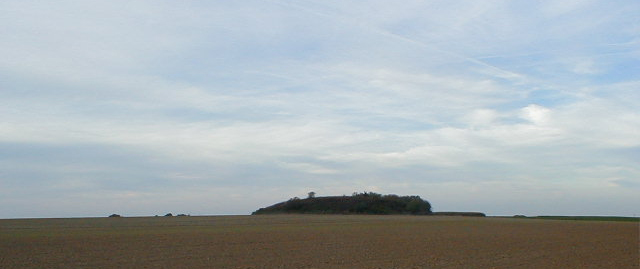
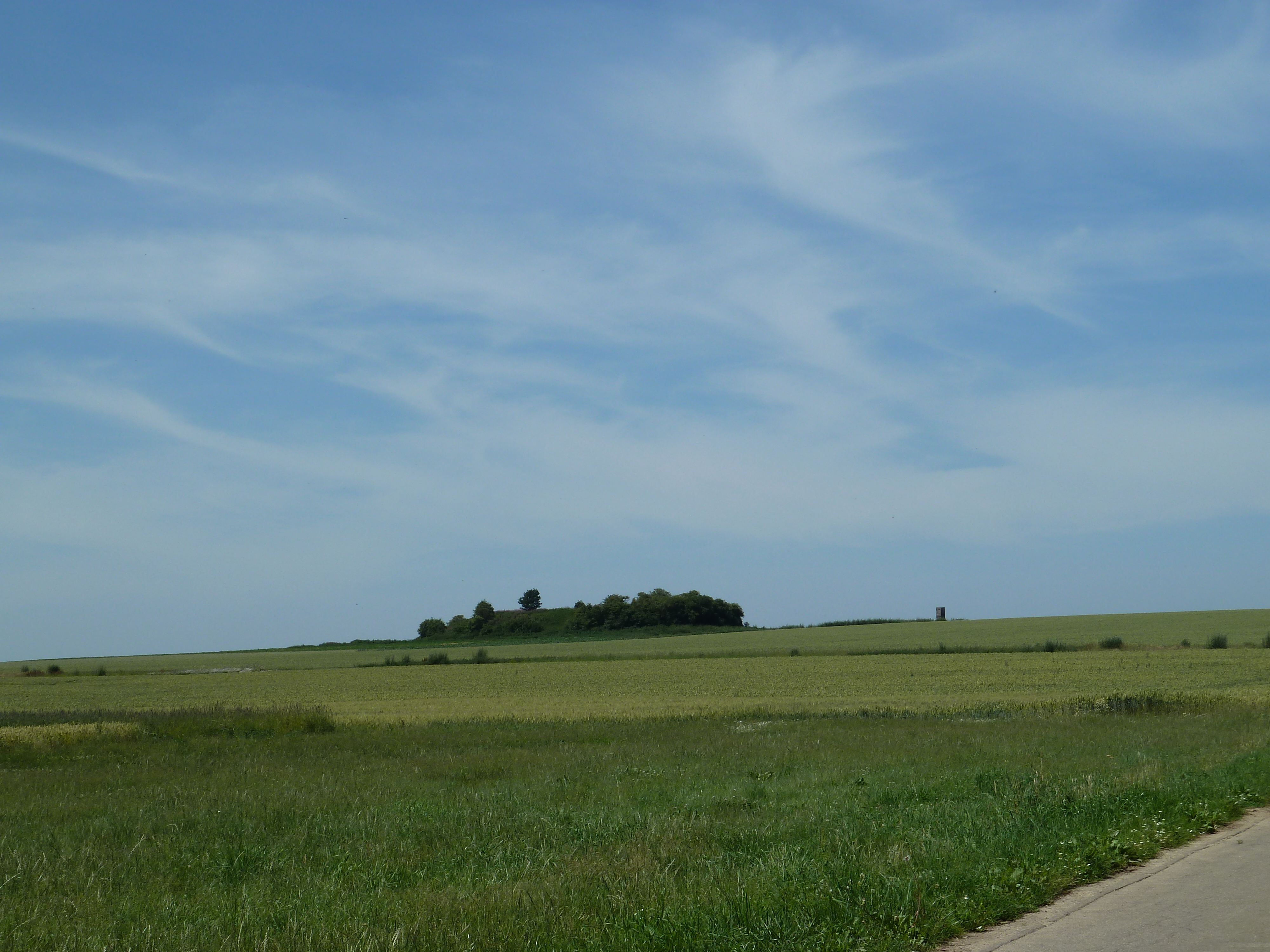
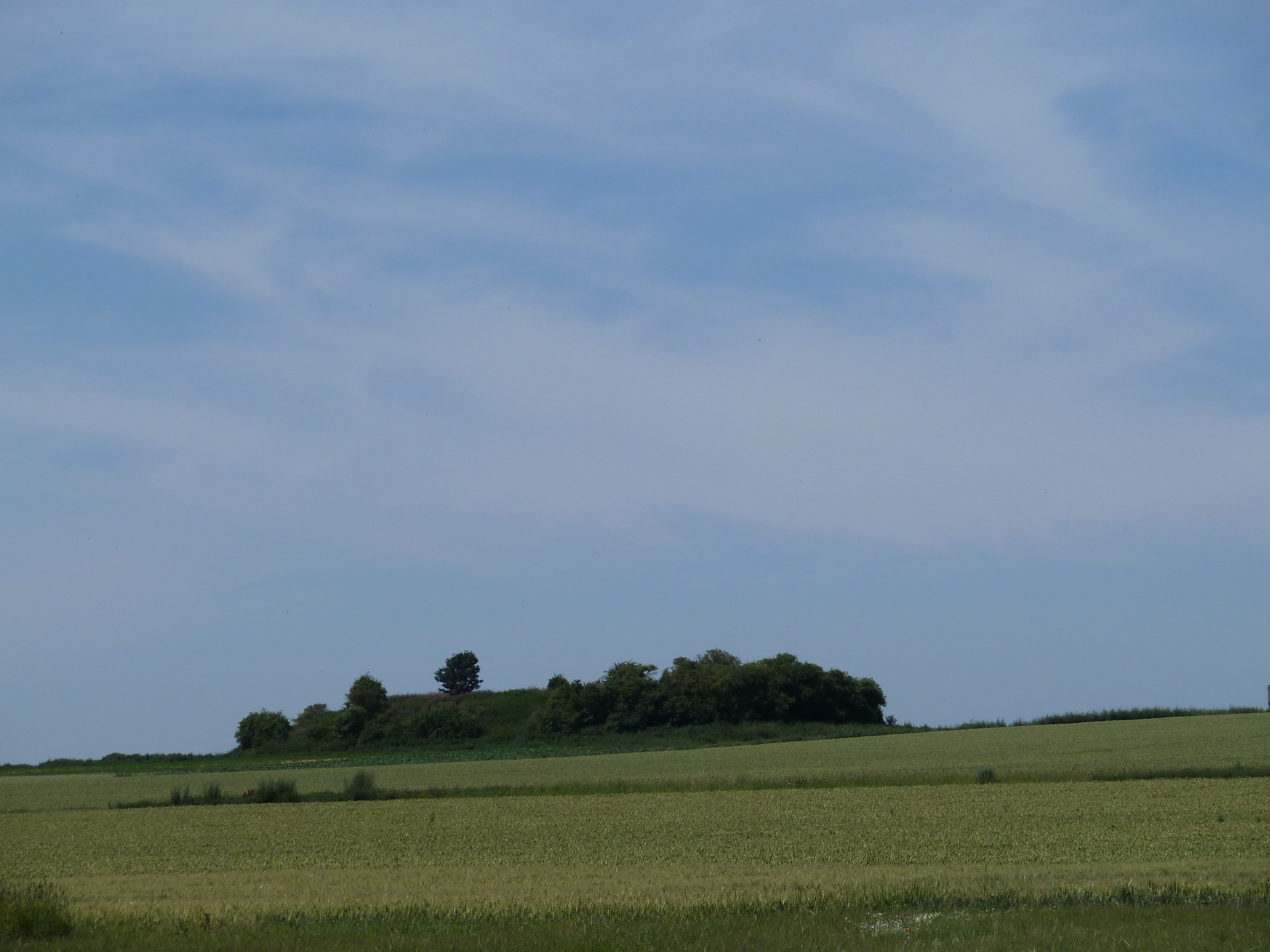
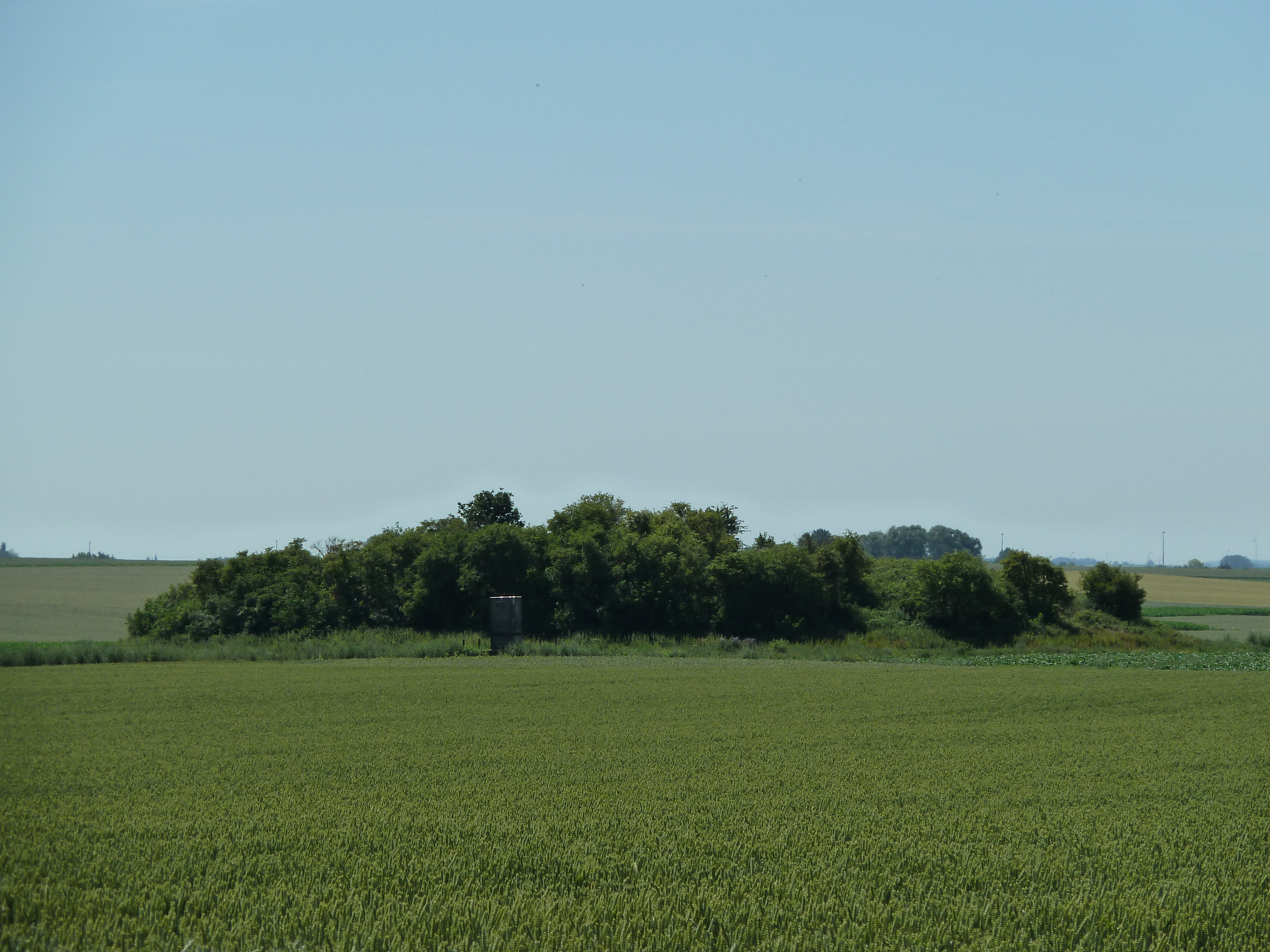